# باري فينرتي
باري فينرتي (بالإنجليزية: Barry Finnerty)‏ هو عازف جاز أمريكي، ولد في 3 ديسمبر 1951 في سان فرانسيسكو في الولايات المتحدة.

## وصلات خارجية
- باري فينرتي على موقع IMDb (الإنجليزية)
- باري فينرتي على موقع ميوزك برينز (الإنجليزية)
- باري فينرتي على موقع أول ميوزيك (الإنجليزية)
- باري فينرتي على موقع ديسكوغز (الإنجليزية)